# František Plánička
František Plánička (prononciation tchèque: [ˈfrantiʃɛk ˈplaːnitʃka]), né le 2 juin 1904 à Prague et mort le 20 juillet 1996 dans la même ville, est un footballeur tchécoslovaque, évoluant au poste de gardien de but dans les années 1920 et 1930.
Au moment de son décès, en 1996, il était l'ultime survivant des 22 joueurs de la finale de la Coupe du monde de 1934.

## Biographie
Surnommé le « chat de Prague » grâce à sa vivacité et sa détente impressionnantes, Plánička ne joue qu'avec un club durant toute sa carrière, le Slavia Prague avec lequel il a disputé 969 matches entre 1923 et 1939 et remporté 8 titres de champion de Tchécoslovaquie (1925, 1929, 1930, 1931, 1933, 1934, 1935, 1937). Parmi ses 969 matchs avec le club, il est capitaine lors de 742 d'entre eux. Plánička remporte ainsi le tout premier championnat de Tchécoslovaquie en 1925. En 1938, il remporte la coupe Mitropa face au club hongrois de Ferencváros qui constitue son unique trophée remporté en dehors du territoire tchécoslovaque.
Il est le gardien le plus capé de l'histoire de la sélection tchécoslovaque avec 73 matches disputés entre 1926 et 1938. Le capitaine des Tchécoslovaques lors de la Coupe du monde 1934 (et la suivante) brille avec la sélection tchécoslovaque par son courage et ses exploits sur sa ligne de but, malgré une taille très modeste pour son poste (1,72 m). Nommé meilleur gardien de la compétition, le capitaine de l'équipe finaliste tchécoslovaque, prend part à la Coupe du monde de 1938 en France où il connaît sa dernière sélection lors du violent match de la Bataille de Bordeaux,. Avec une fracture à la clavicule, il reste néanmoins sur le terrain mais ce match est son dernier et met un terme à sa carrière professionnelle. Sur ses 73 matchs internationaux, Plánička porte le brassard de capitaine à 37 reprises.
Caractérisé par son esprit sportif et pour n'avoir jamais été averti et expulsé de sa carrière, Plánička reçoit en reconnaissance de sa carrière le prix du Fair-play par l'UNESCO en 1985.
Il meurt dans sa ville natale à l'été 1996, à l'âge de 92 ans. Preuve de l'émoi provoqué en République tchèque lors de son décès, Karel Poborský reporte sa signature à Manchester United, pour assister à l'enterrement.

## Palmarès
- Championnat tchécoslovaque (8) :

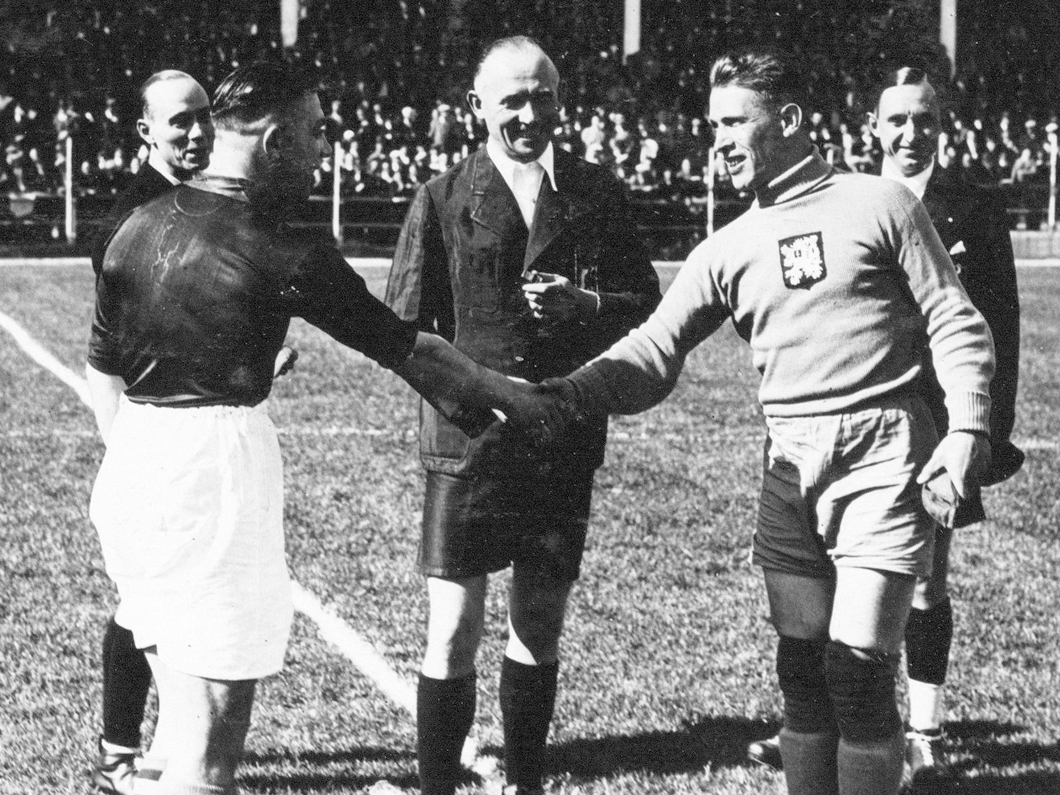
František Plánička (à droite), lors de la Coupe du monde de football de 1938 avec l'équipe de Tchécoslovaquie.

  - Vainqueur : 1925, 1928-29, 1929-30, 1930-31, 1932-33, 1933-34, 1934-35, 1936-37

- Coupe Mitropa (1) : 
  - Vainqueur : 1932

- Coupe de Bohème (6) :
  - Vainqueur : 1926, 1927, 1928, 1930, 1932, 1935

- Coupe du monde de football :
  - Finaliste : 1934

- Trophée UNESCO du joueur international le plus Fair Play : 
  - Vainqueur : 1985

- Trophée du joueur tchèque le plus Fair Play :
  - Vainqueur : 1994